# スティク
スティク（バスク語 : Zutik）は、スペイン・バスク州の政党。1991年にバスク共産主義運動と革命的共産主義者同盟バスク支部が合併して誕生した。
党内部に第四インターナショナルの支部となっている一潮流が存在する。また、ナバーラ州に支部があり、スティクの党員は選挙の際にバタスナの候補者となっている。2004年スペイン議会総選挙では、共にバスク祖国と自由(ETA)の暴力路線に反対しているナショナリスト系のアララールと共闘した。